# Emily Nicosia Vinci
Emily Nicosia Vinci (Roma, 17 maggio 1989) è una calciatrice italiana, attaccante della Res Women.

## Carriera

### Club
Emily Nicosia Vinci si avvicina al calcio giocato relativamente tardi rispetto alla media nel panorama del calcio femminile italiano, iniziando a giocare in Serie C nel Fiano Romano, società dell'omonimo comune laziale, dal 2006.
Nell'estate 2008 trova un accordo con la Res Roma che le dà l'opportunità di fare un salto di categoria debuttando in Serie B dalla stagione 2008-2009. Da allora veste i colori giallorossi contribuendo all'ascesa della società con la doppia promozione, in Serie A2 al termine della stagione 2010-2011 e in Serie A a conclusione di quella 2012-2013.
Nel luglio 2019 passa alla Res Women, neopromossa in Serie C.

## Palmarès
- Campionato italiano di Serie A2: 1

Res Roma: 2012-2013
- Campionato italiano di Serie A2: 1

Res Roma: 2010-2011